# Scelotrichia bercabanghalus
Scelotrichia bercabanghalus är en nattsländeart som beskrevs av Wells och Malicky 1997. Scelotrichia bercabanghalus ingår i släktet Scelotrichia och familjen smånattsländor. Inga underarter finns listade i Catalogue of Life.